# Sint Maarten
Sint Maarten er et selvstændigt land inden for Kongeriget Nederlandene som tidligere hørte under de forhenværende Nederlandske Antiller og består af den sydlige del af øen Saint Martin. 
Den nordlige del tilhører Frankrig, mens den sydlige er en del af Kongeriget Nederlandene. Der er en befolkning på  43.350 mennesker på et areal af 34 km². 
Hovedbyen er Philipsburg med 1.894 indbyggere.
Lufthavnen Princess Juliana International Airport ligger på den nederlandske del af Saint Martin og den kåres ofte som en af de farligste steder at lande med indflyvning umiddelbart over badegæsterne på Maho Beach, hvad der har gjort stedet til af verdens mest berømte iagttagelsessteder for flyspottere.